# Cantone di Épernay-2
Il Cantone di Épernay-2 è una divisione amministrativa dell'arrondissement di Épernay.
A seguito della riforma approvata con decreto del 21 febbraio 2014, che ha avuto attuazione dopo le elezioni dipartimentali del 2015, è passato da 10 a 17 comuni, oltre alla frazione urbana.

## Composizione
Oltre a parte della città di Épernay, i 10 comuni facenti parte prima della riforma del 2014 erano:
- Chouilly
- Damery
- Fleury-la-Rivière
- Mardeuil
- Moussy
- Pierry
- Saint-Martin-d'Ablois
- Vauciennes
- Venteuil
- Vinay

Dal 2015, oltre a parte della città di Épernay, i comuni appartenenti al cantone sono i seguenti 17:
- Avize
- Brugny-Vaudancourt
- Chavot-Courcourt
- Chouilly
- Cramant
- Cuis
- Flavigny
- Grauves
- Les Istres-et-Bury
- Mancy
- Monthelon
- Morangis
- Moussy
- Oiry
- Pierry
- Plivot
- Vinay